# Olympia Dukakis
Olympia Dukakis (født 20. juni 1931 i Lowell, Massachusetts, USA, død 1. maj 2021) var en amerikansk skuespillerinde.

## Karriere
Hun fik sin filmdebut i Lilith (1964) og skiftede efterfølgende mellem biroller på scene og i film. Hendes karriere tog fart i 1980'erne med biroller i en række biografsucceser , bl.a. Moonstruck (Lunefulde måne, 1987; Oscar-pris), Working Girl (1988), Steel Magnolias (Det stærke køn, 1989) og Det er mig, der snakker-filmene (1989, 1990, 1993).

## Baggrund og opvækst
Dukakis blev født i 1931 i Lowell, Massachusetts, af Constantine og Alexandra Dukakis (née Christos), som begge var græske migranter. Hun var kusine til Michael Dukakis, tidligere guvernør i hendes hjemstat, Massachusetts. 

## Uddannelse
Dukakis var uddannet ved Universitet i Boston, hvor hun fik en bachelor i fysioterapi og en kandidatgrad i kunst.

## Filmografi
- The Librarian: Quest for the Spear (2004)
- The Librarian: Return to King Solomon's Mines (2006)